# Tillandsia koehresiana
Tillandsia koehresiana là một loài thuộc chi Tillandsia. Đây là loài đặc hữu của Bolivia.